# Comité Local de Abastecimiento y Producción
Los Comités Locales de Abastecimiento y Producción (CLAP) es un programa de distribución de algunos alimentos básicos importados promovidos por el gobierno de Venezuela desde el año 2016 en los cuales las propias comunidades organizados en comités abastecen y distribuyen los alimentos prioritarios a través de una modalidad de entrega de productos, casa por casa en un principio, posteriormente distribuidos en un local de la comunidad. La idea surge para hacer frente a la escasez de alimentos y la crisis económica del país. Los comités han estado sujetos a controversias por denuncias de corrupción, de uso político, de retrasos y de aumentos de precios sin previo aviso.
En abril de 2017 Armando.info y Excélsior inician una investigación periodística sobre el negocio de la importación de alimentos a dólar preferencial que daría y de la red de corrupción y en la que han estado involucrados altos funcionarios del gobierno. En junio de 2018, el Alto Comisionado de las Naciones Unidas para los Derechos Humanos publicó un informe en el que consideraban que el programa CLAP no cumplía ciertas normas relativas al derecho a una alimentación adecuada, además de documentar la falta de contraloría en el programa y su uso como una herramienta para la propaganda política y el control social.

## Inicios
El 3 de abril de 2016, el presidente Nicolás Maduro anunció que a partir de ese día crearían a nivel nacional los Comités Locales de Abastecimiento y Producción: los CLAP. De acuerdo con el Artículo 2 del Decreto de Estado de Excepción y de Emergencia Económica publicado en la Gaceta Oficial 6227, los CLAP son los responsables de «la garantía, incluso mediante la intervención de la Fuerza Armada Nacional Bolivariana y los órganos de seguridad ciudadana […] de la correcta distribución y comercialización de alimentos y productos de primera necesidad».
Además de esto, acorde con lo expresado en el artículo 9 de la Gaceta Oficial 6227, a los CLAP se les podrán «atribuir funciones de vigilancia y organización a los Comités Locales de Abastecimiento y Distribución (CLAP), a los Consejos Comunales y demás organizaciones de base del Poder Popular, conjuntamente con la Fuerza Armada Nacional Bolivariana, Policía Nacional Bolivariana, Cuerpos de Policía Estatal y Municipal, para mantener el orden público y garantizar la seguridad y soberanía en el país».

## Conformación
Para la conformación de un CLAP, las comunidades deben organizarse en torno a sus consejos comunales, elegir responsables y realizar un censo que precise la cantidad de familias que conviven en ese territorio. Con los datos recabados se contabiliza la cantidad de bolsas o cajas de alimentos necesarias para abastecer a todos los hogares y se hace la solicitud al ministerio de Alimentación, ente encargado de la distribución. Al llegar los productos, que son pagados a precios subsidiados, los responsables del CLAP los reparten por bolsas y hacen la entrega familia por familia.[cita requerida]

## Productos

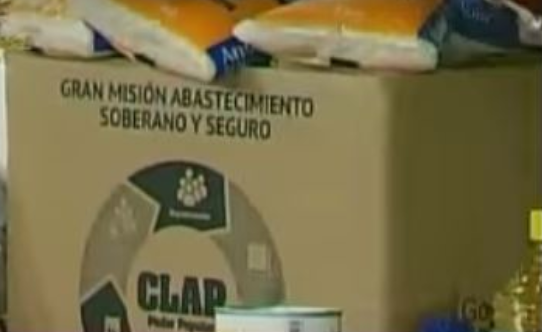
Productos Clap.

Algunos de los productos que incluye las cajas de los CLAP son 4 o 6 kg arroz, 1 kg de granos (lentejas o caraotas o garbanzos), enlatados (atún o sardina), aceite(en ocasiones), pasta, harina de maíz, 1 o 2 kg de azúcar y 1 kg leche en polvo ( este último muy criticado por su mala calidad, ya que poseía un sabor algo amargo, seco y provocaba indigestión al que lo tomaba). En ocasiones pueden variar tanto en tipos de productos y/o cantidad. El precio establecido por las cajas es de 32.000 BsS (valor referente al mes de marzo de 2020) y la entrega debía hacerse cada mes (periodo que no se cumple).

### Productos importados
Algunos de los productos son hechos en Venezuela. Sin embargo, la mayoría son importados de países como México, Canadá, Brasil, Turquía y Estados Unidos, los cuales son pagados por el gobierno venezolano en USD a tasa de cambio DIPRO que equivale (1 USD = 10 BS), lo cual garantiza los bajos precios en desmedro de las reservas internacionales.

### Red de distribución
Al mecanismo de distribución se suman las redes de abastecimiento del Estado, Mercal y PDVAL, así como las bodegas de cada localidad y la comercializadora Makro. El ministerio de Comunas está en la tarea de certificar y registrar a todos los CLAP debidamente organizados para optimizar la relación de estos con los proveedores.[cita requerida]

## Denuncias de corrupción y amenazas

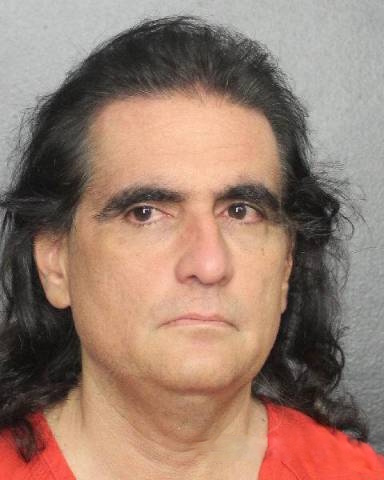
Alex Saab, empresario colombiano detenido por lavado de dinero

Gracias a una sociedad registrada en Hong Kong, el empresario colombiano Alex Saab le ha vendido alimentos a Venezuela por más de 200 millones de dólares en una negociación firmada por Nicolás Maduro. El 23 de agosto de 2017, la fiscal general de Venezuela, Luisa Ortega Díaz, señaló a Alex Saab como el propietario de la firma mexicana Group Grand Limited, junto con los empresarios también colombianos Álvaro Pulido y Rodolfo Reyes, “presumiblemente del presidente Nicolás Maduro” y dedicaba a vender alimentos a los CLAP. Saab habría conocido a Álvaro Pulido en 2012, cuando se dedicaba a proveer a la empresa de Saab, pero esta actividad habría dejado de realizarla en 2014.
Las denuncias por parte de los consumidores venezolanos sobre la calidad de la leche en polvo producida en México llevó a investigaciones entre septiembre y diciembre de 2017  a realizar varios análisis de laboratorio químico a petición de Armando.info determinándose un fraude al incumplir con las normas Convenin y los parámetros del Instituto Nacional de Nutrición; la denuncia se hizo en febrero de 2018 por parte de Armando.info. El 14 de mayo el diputado Freddy Superlano, presidente de la comisión de contraloría de la Asamblea Nacional, viajó a México para presentar una denuncia ante la Procuraduría General de la República (México). Las empresas y personas involucradas acordaron con el gobierno mexicano pagar tres millones de dólares al Alto Comisionado de las Naciones Unidas para los Refugiados (ACNUR) después de determinarse la comercialización de la baja calidad de la leche en polvo y con sobre precio de 112% de productos alimenticios para los venezolanos. Estas multas irrisorias con la captura de Álex Saab y el congelamiento de cuentas en México revelaron nuevas irregularidades del "acuerdo reparatorio" sobre la participación de Álex Saab, Álvaro Pulido y al presidente presuntamente venezolano, ya mencionado por la exfiscal Luisa Ortega Díaz, quienes no han sido imputados por las autoridades en México pero sí en Estados Unidos. Se ha podido determinar que en el año 2019 muchas de estas cuentas bancarias relacionadas con Group Grand Limited en México han sido desbloqueadas debido a la existencia de una solicitud internacional, probablemente desde Venezuela.
El 11 de septiembre de 2018 CONATEL, la Comisión Nacional de Telecomunicaciones de Venezuela, prohibió publicar informaciones sobre Alex Saab a los periodistas del portal web Armando.info, quienes han publicado trabajos de investigación en los que señalan a Saab como un presunto miembro de actos de corrupción que existiría en torno al negocio y distribución de los alimentos para los CLAP. En el documento que está dirigido al periodista Roberto Deniz y firmado por el director general de CONATEL, Vianey Miguel Rojas “prohíbe a los ciudadanos Roberto Denis Machín, Joseph Poliszuk, Ewal Carlos Scharfenberg y Alfredo José Meza publicar y difundir a través de los medios de comunicación digitales específicamente en el sitio Armando Info, menciones que vayan contra el honor y reputación del ciudadano Alex Naím Saab (…) hasta tanto finalice el presente proceso en la causa que se sigue contra los mencionados ciudadanos”.
La prohibición fue denunciada por el Sindicato Nacional de los Trabajadores de la Prensa (SNTP), el cual también denunció que desde la publicación de los reportajes sobre Alex Saab, el sitio ArmandoInfo ha sufrido ataques masivos cibernéticos, alertando que la prohibición de mencionar al empresario en sucesivos trabajos de investigación "aumenta la amenaza". Roberto Deniz rechazó la medida, recordando que después de las publicaciones el equipo periodístico anteriormente había sido amenazado vía Twitter, recibieron prohibición de salida del país por parte del Juzgado 11º en Caracas y ahora se les prohibía continuar la investigación de Saab, denunciando que según "la lógica de la jueza que lleva demanda de Alex Saab contra periodistas de Armando Info, está por encima el “honor” y la “reputación” de Alex Saab a la posibilidad de que los venezolanos conozcan el negocio que hay detrás de los CLAP”.

### Operación Alacrán
El 1 de diciembre de 2019, el portal Armando.info publicó una investigación en la que concluye que nueve parlamentarios habrían mediado a favor de dos empresarios vinculados al programa de los CLAP. Luego de la difusión de la investigación, los diputados Luis Parra, José Brito, Conrado Pérez y José Gregorio Noriega fueron suspendidos y expulsados de los partidos Primero Justicia y Voluntad Popular.
El 13 de enero de 2020 la Oficina de Control de Activos Extranjeros (OFAC) de EE. UU. sanciona a siete diputados corruptos luego de haber sido apartados de la oposición luego que bloquearan el proceso democrático de la nueva directiva de la Asamblea Nacional los sancionados son : Luis Parra, Franklyn Duarte, José Gregorio Noriega, José Brito; Conrado Antonio Pérez Linares; Adolfo Superlano, y Negal Morales Llovera. El 6 de junio fueron ratificadas las sanciones a tres de los diputados: Luis Parra, Conrado Pérez Linares y Adolfo Superlano.

## Críticas y controversias
Ha habido varias denuncias de cajas CLAP a las que les faltan algunos productos que regularmente deberían venir en el paquete. La Patilla difundió un vídeo en el cual se abren cajas en uno de los centros de recopilación de los CLAP y se les sacan varios productos para llenar otras, situación que ha sido denunciada en el estado Sucre. El jefe de control nacional de los Comités Locales de Abastecimiento y Producción, Freddy Bernal, afirmó que «es normal» que exista desviación de alimentos en los CLAP «debido a la guerra económica». Para diciembre de 2017, la policía acumulaba 180 detenciones por desvío de productos como alimentos de los CLAP y medicamentos para enfermedades crónicas; entre los detenidos había empresarios, policías e integrantes de los CLAP. Entre los casos más notables están la incautación de 30 toneladas de alimentos de los CLAP y medicamentos que un grupo organizado había desviado para su reventa en el estado Vargas, la detención de 68 personas en estado Anzoátegui por acaparamiento, estafa y robo, y la incautación de 3.000 cajas de los CLAP desviadas para su reventa a través de Colombia.
Según Felipe Pérez Martí, ministro de Planificación durante el primer gobierno de Hugo Chávez, los militares se quedan con 80 % de las importaciones de los CLAP, quienes recibieron todo el control para manejar la distribución de alimentos en el país del presidente Maduro en julio de 2016 a través de la Misión Abastecimiento Soberano y Seguro. Los beneficiarios de los comités han denunciado y protestado por el retraso de la entrega de las cajas CLAP, en algunos casos recibiéndolas con aumentos de precios sin previo aviso.
Los CLAP también han sido acusados por los beneficiarios y hasta dirigentes comunales de ser un mecanismo politizado que excluye a personas que no apoyen al gobierno y criticados por retrasos en la distribución, por no distribuir suficientes alimentos y de distribuir alimentos vencidos. El diputado de Voluntad Popular a la Asamblea Nacional, Ismael León, denunció la compra de alimentos importados y ya vencidos, que la mayoría de los productos alimentarios que importa el gobierno no tienen el permiso sanitario y la corrupción ocasionada por los funcionarios públicos, declarando que «hay militares involucrados y hasta detenidos. Hay coroneles y sargentos a quienes han encontrado con cajas de comida». Después de la elección a la Asamblea Nacional Constituyente el 30 de julio de 2017, hubo denuncias en zonas de Caracas de vecinos que tuvieron que justificar para recibir por escrito por qué no votaron, que fueron sacadas del servicio por abstenerse y amenazas de perder pensiones por no actualizar el Carnet de la Patria. Luisa Ortega Díaz indicó tener investigaciones que en las que se presume que Nicolás Maduro supuestamente es dueño de la empresa en México contratada por el Estado para distribuir la comida del CLAP, asegurando que entregaría pruebas a las autoridades extranjeras para que se investigaran los casos de corrupción en Venezuela.

### Análisis de la ONU
En un informe del Alto Comisionado de las Naciones Unidas para los Derechos Humanos (ACNUDH) de junio de 2018, el Alto Comisionado consideró que el programa CLAP no cumple ciertas normas relativas al derecho a una alimentación adecuada, según se establece en la Observación General N.º 12 del Comité de Derechos Económicos, Sociales y Culturales, dado que el programa no satisfacía las necesidades nutricionales de los venezolanos, que el contenido nutricional de las cajas era "bajo en proteínas y vitaminas, y alto en grasas, azúcares y carbohidratos" y que los artículos de una caja no alcanzaban "para cubrir las necesidades alimenticias semanales de una familia" y la calidad de algunos productos, como la leche, era inadecuada. El Alto Comisionado también señala que para la fecha del informe, el programa carecía de procedimientos y mecanismos de rendición de cuentas claros, operando "a través de una estructura paralela, ajena a la supervisión de cualquier ministerio", y sin estar dotados de un mecanismo efectivo para presentar quejas, por lo que "los miembros de los comités locales pueden tomar decisiones arbitrarias a la hora de designar a los beneficiarios, de fijar el costo de la caja y de decidir cuándo detener las entregas". Las personas entrevistadas por ACNUDH se habían quejado por los retrasos recurrentes en la distribución de las cajas, por el aumento continuo del precio (que además debían abonar por adelantado), por el hecho de que los productos fueran revendidos a precios más altos en el mercado negro y por haber sido discriminados en la obtención de las cajas al no apoyar al gobierno.
Igualmente el informe documentó que el programa había sido utilizado "como una herramienta para la propaganda política y el control social", que los CLAP mantenían fuertes vínculos con el Partido Socialista Unido de Venezuela, el partido gobernante, y no solo con el gobierno, y que la revista oficial publicada por los CLAP había sido claramente utilizada para apoyar al PSUV en las últimas elecciones, así como para condenar a los opositores políticos; además, el documento señaló que durante el proceso electoral, en las cajas se imprimió el rostro de Nicolás Maduro. El Alto Comisionado también observó que debido a la crisis alimentaria en el país y "a los niveles elevados de discrecionalidad en las actividades del programa", el PSUV había adquirido un poder considerable sobre los destinatarios de las cajas, habiendo recibido testimonios de personas amenazadas con dejar de recibir las cajas si no votaban por el PSUV o por presuntamente haber participado en protestas antigubernamentales. Por último, el informe cita al director del programa CLAP y miembro de la junta directiva del PSUV, quien declaró que los CLAP fueron fundamentales para ganar las elecciones municipales y las elecciones regionales, así como a las de la Asamblea Nacional Constituyente.
El relator independiente de Naciones Unidas sobre el derecho a la alimentación, Michael Fakhri, dijo el 14 de enero de 2024 que las bolsas CLAP tenían «buenas intenciones como ayuda humanitaria temporal del gobierno. Sin embargo, se ha vuelto susceptible a clientelismo político y no aborda las causas profundas del hambre y la desnutrición en Venezuela ni cumple las normas sobre el derecho a la alimentación».